# Luzianes-Gare
Luzianes-Gare est une paroisse civile portugaise (en portugais : freguesia) de la municipalité d'Odemira dans le district de Beja.

## Géographie
Luzianes-Gare est située à l'est d'Odemira (São Salvador e Santa Maria), sur la ligne ferroviaire appelée Linha do Sul entre Lisbonne et l'Algarve.

## Histoire
La paroisse de Luzianes-Gare est créée par la loi no 82/89 du 30 août 1989, à partir d'un territoire partagé entre les paroisses de Sabóia, Relíquias, Santa Maria et São Martinho das Amoreiras.

## Démographie
Lors du recensement de 2021, Luzianes-Gare compte 374 habitants. C'est alors la paroisse la moins peuplée de la municipalité d'Odemira.